# Ugo Pirro
Ugo Pirro, nome d'arte di Ugo Mattone (Salerno, 24 aprile 1920 – Roma, 18 gennaio 2008), è stato uno sceneggiatore e scrittore italiano, candidato a due premi Oscar nel 1972 per la sceneggiatura originale di Indagine su un cittadino al di sopra di ogni sospetto e per la sceneggiatura non originale de Il giardino dei Finzi-Contini.

## Biografia
Esordì alla sceneggiatura con Carlo Lizzani, per il quale firmò due film ambientati durante la Resistenza: Achtung! Banditi! del 1951 e Il gobbo del 1960.
La sua fama è legata soprattutto alla collaborazione col regista Elio Petri, dalla quale videro la luce 4 film: A ciascuno il suo (1967), Indagine su un cittadino al di sopra di ogni sospetto (1970), La classe operaia va in paradiso (1971), La proprietà non è più un furto (1973). I primi tre, tra l'altro, hanno tutti come protagonista Gian Maria Volonté, e rientrano a pieno titolo nel filone del cinema di impegno civile (o cinema politico) particolarmente rigoglioso in Italia tra la fine degli anni sessanta e gli anni settanta e di cui il terzetto Petri-Pirro-Volonté rappresentò la punta di diamante. In particolare, poi, Indagine su un cittadino al di sopra di ogni sospetto, La classe operaia va in paradiso e La proprietà non è più un furto (quest'ultimo interpretato da Flavio Bucci e Ugo Tognazzi) costituiscono quella che la critica ha definito la "trilogia sul potere" (o, secondo altri, "della nevrosi") petriana.
Ha collaborato, tra gli altri, con Vittorio De Sica, Damiano Damiani, Gillo Pontecorvo. Con Vincenzo Talarico ha curato la sceneggiatura dello sceneggiato televisivo Rai del 1966 Luisa Sanfelice. Nel 1986 gli viene conferito il Premio Flaiano per la sceneggiatura per il complesso della sua produzione artistica.
Nel 1996 ha vinto il Premio David di Donatello per la sceneggiatura del film Celluloide.
È uscito nel 2007 il libro di Enzo Latronico: Ugo Pirro. Indagine su uno sceneggiatore al di sopra di ogni sospetto (ripubblicato nel 2016), un appassionato racconto che ne ripercorre la vita cinematografica. Si tratta dell'ultima intervista concessa dallo sceneggiatore.
Nel 2008 è stato presentato alla Mostra del Cinema di Venezia nella sezione Orizzonti il documentario su Ugo Pirro Soltanto un nome nei titoli di testa realizzato da alcuni dei suoi ultimi allievi (Alessandro Anselmi, Donata Carelli, Daniele Di Biasio, Mariella Sellitti). Il documentario raccoglie le testimonianze, tra gli altri, di Carlo Lizzani, Enrico Vanzina e Andrea Purgatori.
Ugo Pirro è stato autore anche di libri, tra cui vale la pena di ricordare: Le soldatesse, romanzo d'esordio, del 1956, portato al cinema da Valerio Zurlini nel 1965: racconto del viaggio, durante l'occupazione italiana della Grecia, di un giovane ufficiale in compagnia di un gruppo di prostitute destinato a "intrattenere" i soldati italiani al fronte; Figli di ferroviere, racconto autobiografico di un'infanzia trascorsa in mezzo a treni e stazioni ferroviarie; Osteria dei pittori, una sorta di "Dolce vita" raccontata dai tavoli della Trattoria Fratelli Menghi, punto d'incontro per pittori, poeti, giovani registi e sceneggiatori attirati dal largo credito accordato dai gestori; Jovanka e le altre , portato al cinema da Martin Ritt nel 1960 nel film omonimo, vicenda ambientata in Jugoslavia durante l'occupazione tedesca; Freddo furore, 1966: nasce dal desiderio di comprendere i giovani.
Di taglio più schiettamente autobiografico sono: Mio figlio non sa leggere, cronaca della dolorosa scoperta della dislessia del figlio, e dei tentativi di trovarvi rimedio; Celluloide (dal quale Carlo Lizzani trasse l'omonimo film nel 1996), affettuosa e puntuale rievocazione del clima pionieristico che si respirò nel cinema italiano del secondo dopoguerra durante la movimentata lavorazione del capolavoro di Roberto Rossellini Roma città aperta; e il suo ideale seguito: Soltanto un nome nei titoli di testa, ritratto del mondo del cinema e dei suoi personaggi in Italia tra anni cinquanta e anni settanta attraverso la vicenda di un giovane giornalista che riesce a diventare apprezzato sceneggiatore.
Importante, infine, è stata la sua attività didattica, svolta prevalentemente presso il Centro sperimentale di cinematografia a Roma.
Nel 2020, nell'ambito della 77 Mostra del Cinema di Venezia, la sezione autonoma Giornate degli Autori ha voluto intitolare l'edizione a Ugo Pirro nell'anno del centenario dalla sua nascita. «L'intenzione - dice Francesco Ranieri Martinotti, Presidente ANAC- non è solo di tributare un omaggio a uno degli scrittori di cinema più prolifici e premiati, ma anche di analizzare la figura dello sceneggiatore oggi, avviando una riflessione sulle dinamiche legate al valore della scrittura nel mondo dell'audiovisivo in continua evoluzione». Nella stessa occasione è stato presentata la prima monografia sullo sceneggiatore, Ugo Pirro. La scrittura del conflitto (UniversItalia, 2020) di Donata Carelli, docente, sceneggiatrice ed ex allieva di Pirro. Il volume, con la prefazione di Andrea Purgatori, ricostruisce la biografia densa di accadimenti di Ugo Mattone, in arte Ugo Pirro, a partire dalla genesi dello pseudonimo. Soldato in Jugoslavia, in Grecia e poi in Sardegna durante l'armistizio, Pirro racconterà la sua avventura bellica in quattro romanzi in cui è già riconoscibile lo stile asciutto, la vena ironica e irriverente del futuro sceneggiatore.

## Filmografia
- Achtung! Banditi! (1951), regia di Carlo Lizzani
- Il sole negli occhi (1953), regia di Antonio Pietrangeli
- Canzoni di tutta Italia (1955), regia di Domenico Paolella
- Uomini e lupi (1956), regia di Giuseppe De Santis e Leopoldo Savona
- Il momento più bello (1957), regia di Luciano Emmer
- L'amore più bello - L'uomo dai calzoni corti (1958), regia di Glauco Pellegrini
- Cerasella (1959), regia di Raffaello Matarazzo
- La garçonnière (1960), regia di Giuseppe De Santis
- Il gobbo (1960), regia di Carlo Lizzani
- Jovanka e le altre (titolo originale Five branded women) (1960), regia di Martin Ritt
- Italienisches Capriccio (1961), regia di Glauco Pellegrini
- La guerra continua (1962), regia di Leopoldo Savona
- Il processo di Verona (1963), regia di Carlo Lizzani
- Le soldatesse (1965), regia di Valerio Zurlini
- Svegliati e uccidi (1966), regia di Carlo Lizzani
- Navajo Joe (1966), regia di Sergio Corbucci
- A ciascuno il suo (1967), regia di Elio Petri
- L'occhio selvaggio (1967), regia di Paolo Cavara
- Sequestro di persona (1968), regia di Gianfranco Mingozzi
- Il giorno della civetta (1968), regia di Damiano Damiani
- L'amante di Gramigna (1969), regia di Carlo Lizzani
- La battaglia della Neretva (tit. or. Bitka na Neretvi) (1969), regia di Veljko Bulajić
- Metello (1970), regia di Mauro Bolognini
- Indagine su un cittadino al di sopra di ogni sospetto (1970), regia di Elio Petri
- Il giardino dei Finzi-Contini (1970), regia di Vittorio De Sica
- La classe operaia va in paradiso (1971), regia di Elio Petri
- Imputazione di omicidio per uno studente (1972), regia di Mauro Bolognini
- Il generale dorme in piedi (1972), regia di Francesco Massaro
- Il giorno del furore (1973), regia di Antonio Calenda
- La proprietà non è più un furto (1973), regia di Elio Petri
- La quinta offensiva (tit. or. Sut Je Ska) (1973), regia di Stipe Delic
- I guappi (1973), regia di Pasquale Squitieri
- Delitto d'amore (1974), regia di Luigi Comencini
- Paolo Barca, maestro elementare, praticamente nudista (1975), regia di Flavio Mogherini
- Colpita da improvviso benessere (1975), regia di Franco Giraldi
- San Babila ore 20: un delitto inutile (1976), regia di Carlo Lizzani
- L'eredità Ferramonti (1976), regia di Mauro Bolognini
- Signore e signori, buonanotte (1978), regia di Luigi Comencini, Nanni Loy, Luigi Magni, Mario Monicelli e Ettore Scola
- Il prefetto di ferro (1977), regia di Pasquale Squitieri
- Enfantasme (tit. or. L'enfant de la nuit) (1978), regia di Sergio Gobbi
- Povratak (1979), regia di Antun Vrdoljak
- Ogro (1979), regia di Gillo Pontecorvo
- Nucleo zero (1984) (film per la TV), regia di Carlo Lizzani
- Mio figlio non sa leggere (1984) (film per la TV), regia di Franco Giraldi
- Un ragazzo di Calabria (1987), regia di Luigi Comencini
- Gioco di società (1989) (film per la TV), regia di Nanni Loy
- Obbligo di giocare - Zugzwang (1990), regia di Daniele Cesarano
- Cronaca nera (1992), regia di Faliero Rosati
- Piazza di Spagna (1993) (film per la TV), regia di Florestano Vancini
- Funes, un gran amor (1993), regia di Raúl de la Torre
- Il giudice ragazzino (1994), regia di Alessandro Di Robilant
- Il prezzo del denaro (1995) (film per la TV), regia di Maurizio Lucidi
- La famiglia Ricordi (1995) (film per la TV), regia di Mauro Bolognini
- Celluloide (1996), regia di Carlo Lizzani
- Ninfa plebea (1996), regia di Lina Wertmüller
- Lo strano caso del signor Kappa (2001), regia di Fabrizio Lori

## Opere
- Le soldatesse, Feltrinelli, Milano 1956; Bompiani, Milano 1963; Sellerio, Palermo 2000 (con una nota di Andrea Camilleri)
- Jovanka e le altre, Bompiani, Milano 1959
- Mille tradimenti, Bompiani, Milano 1959
- Freddo furore, prefazione di Cesare Zavattini, Sugar, Milano 1966
- L'isola in terraferma, Marsilio, Venezia 1974
- Bottigliera Molotov, Bompiani, Milano 1976
- Mio figlio non sa leggere , Rizzoli, Milano 1981
- Per scrivere un film, Rizzoli, Milano 1982; Lindau, Milano 2001
- Celluloide, Rizzoli, Milano 1983; Einaudi, Torino 1995
- Il luogo dei delitti, Frassinelli, Milano 1991
- Osteria dei pittori, con una nota di Angelo Guglielmi, Sellerio, Palermo 1994
- Soltanto un nome nei titoli di testa, Einaudi, Torino 1998
- Figli di ferroviere, Sellerio, Palermo 1999
- Il cinema della nostra vita, Lindau, Milano 2001